# Eidos Interactive
Eidos Interactive Limited (fosta Domark Limited) a fost o editură de jocuri video britanică cu sediul în Wimbledon, Londra. Printre francizele sale au fost Championship Manager, Deus Ex, Hitman, Thief și Tomb Raider. Domark a fost fondată de Mark Strachan și Dominic Wheatley în 1984. În 1995, a fost achiziționată de compania de software Eidos. Ian Livingstone, care a avut acțiuni în Domark, a devenit președinte executiv al Eidos și a avut diverse roluri, inclusiv cel de director creativ. Eidos a preluat U.S. Gold în 1996, care a inclus dezvoltatorul Core Design, și a fuzionat operațiunile sale inclusiv Domark, care a creat subsidiara de editură Eidos Interactive. Compania a achiziționat Crystal Dynamics în 1998 și a deținut numeroase alte active. În 2005, părintele Eidos a fost preluat de editura de jocuri SCi. Compania combinată, SCi Entertainment Group, care a fost redenumită pentru scurt timp în Eidos, a fost la rândul ei preluată de Square Enix în 2009. 
Square Enix a completat fuziunea cu Eidos Interactive, absorbind-o în principal în grupul Square Enix Limited în noiembrie 2009 (cunoscut și ca Square Enix Europe). Executivul Eidos Phil Rogers a rămas cu compania ca director general al Square Enix Europe și a devenit director general al Americas și Europe în 2013 alături de alți executivi. În august 2022, compania de jocuri Embracer Group a completat achiziția studiourilor de jocuri Crystal Dynamics, Eidos-Montréal și Square Enix Montréal și a proprietăților intelectuale Tomb Raider, Legacy of Kain, Deus Ex și Thief printre alte active. Rogers s-a alăturat lui Embracer și a format un grup operativ numit CDE Entertainment.

## Studiouri
| Studio                 | Subsidiară                | Locație                      | Fondare | Achiziționare  | Soartă                                                                          | Ref.                 |
| ---------------------- | ------------------------- | ---------------------------- | ------- | -------------- | ------------------------------------------------------------------------------- | -------------------- |
| Domark                 | Domark                    | Londra, Anglia               | 1984    | 1995           | Transformate în Eidos Interactive în 1996                                       | [ 1 ]                |
| Simis                  | Simis                     | Londra, Anglia               | 1988    | 1995           | Transformate în Eidos Interactive în 1996                                       | [ 2 ]                |
| Big Red Software       | Big Red Software          | Leamington Spa, Anglia       | 1989    | 1995           | Transformate în Eidos Interactive în 1996                                       | [ 2 ]                |
| CentreGold             | U.S. Gold                 | Birmingham, Anglia           | 1984    | 1996           | Transformate în Eidos Interactive în 1996                                       | [ 3 ]                |
| CentreGold             | Core Design               | Derby, Anglia                | 1988    | 1996           | Active achiziționate de către Rebellion Developments în 2006                    | [ 4 ] [ 5 ]          |
| CentreGold             | Silicon Dreams Studio     | Adderbury, Anglia            | 1994    | 1996           | Achiziție de către management în 1996                                           | [ 3 ] [ 6 ]          |
| Crystal Dynamics       |                           | Redwood City, California     | 1992    | 1998           | Devenit o subsidiară a Square Enix, achiziționat de către Embracer în 2022      | [ 7 ] [ 8 ]          |
| Ion Storm              | Ion Storm                 | Dallas, Texas; Austin, Texas | 1996    | 1999           | Închis în 2005                                                                  | [ 9 ]                |
| Beautiful Game Studios | Beautiful Game Studios    | Sediul Eidos                 | 2003    | 2003           | Devenit un studio Square Enix                                                   | [ 10 ]               |
| IO Interactive         |                           | Copenhaga, Danemarca         | 1998    | 2004           | Devenit o subsidiară Square Enix, achiziție de către management în 2017         | [ 11 ]               |
| IO Interactive         | Hapti.co                  | Copenhaga, Danemarca         | 2012    | 2012           | Devenit o subsidiară Square Enix, achiziție de către management în 2017         | [ 12 ]               |
| Pivotal Games          |                           | Bath, Anglia                 | 2000    | Subsidiară SCi | Închis în 2008                                                                  | [ 13 ]               |
| Eidos Hungary          |                           | Budapesta, Ungaria           | 2002    | 2006           | Închis în 2009                                                                  | [ 14 ]               |
| Eidos Studios Sweden   |                           | Helsingborg, Suedia          | 1987    | 2006           | Închis în 2008                                                                  | [ 15 ]               |
| Eidos-Montréal         |                           | Montreal, Quebec             | 2007    | 2007           | Devenit o subsidiară a Square Enix, achiziționat de către Embracer în 2022      | [ 16 ]               |
| Eidos-Montréal         | Eidos-Shanghai            | Shanghai, China              | 2008    | 2008           | Devenit parte a Eidos-Montréal în 2019, devenit Gearbox Studio Shanghai în 2022 | [ 17 ] [ 18 ] [ 19 ] |
| Morpheme Wireless      |                           | Londra, Anglia               | 1999    | 2007           | Închis în 2009                                                                  | [ 20 ]               |
| Morpheme Wireless      | Gimme5Games               | Londra, Anglia               | 2007    |                | Achiziție de către management în 2009                                           | [ 21 ]               |
| Rockpool Games         |                           | Manchester, Anglia           | 2002    | 2007           | Închis în 2009                                                                  | [ 22 ]               |
| Square Enix Montréal   |                           | Montreal, Quebec             | 2011    | 2011           | Achiziționare și închidere de către Embracer în 2022                            | [ 23 ] [ 24 ]        |
| Square Enix Montréal   | Square Enix London Mobile | Londra, Anglia               | 2021    | 2021           | Achiziționare și închidere de către Embracer în 2022                            | [ 25 ]               |

## Jocuri
| - 25 To Life (2006) - Age of Conan: Hyborian Adventures (2008) - Backyard Wrestling: Don't Try This At Home (2003) - Backyard Wrestling 2: There Goes the Neighborhood (2004) - Battlestations: Midway (2007) - Battlestations: Pacific (2009) - Batman: Arkham Asylum (2009) - Beach Life (2002) - Championship Manager 5 (2005) - Chili Con Carnage (2007) - Chuck Rock (1991) - Commandos: Behind Enemy Lines (1998) - Conflict: Denied Ops (2008) - Crash 'N' Burn (2004) - Cutthroats: Terror on the High Seas (1999) - Daikatana (2000) - Deathtrap Dungeon (1998) - Deus Ex (2000) - Deus Ex: Invisible War (2003) - Deus Ex: Human Revolution (2011) - Doctor Who: Top Trumps (2008) - Eve of Extinction (2002) - F1 World Grand Prix (1999) - F1 World Grand Prix 2000 (2001) - Fear Effect (2000) - Fear Effect 2: Retro Helix (2001) - Fighting Force (1997) - Fighting Force 2 (1999) - Final Fantasy VII (PC version) (1997) - Gangsters: Organized Crime (1998) - Gangsters 2 (2001) - Geon: Emotions (2007) - Highlander: The Game (Canceled) - Hitman: Codename 47 - Imperial Glory (2005) - Infernal (2007) - Joint Strike Fighter (1997) - Just Cause (2006) - Just Cause 2 (2010) - Kane & Lynch: Dead Men (2007) - Kane & Lynch 2: Dog Days (2010) - Lara Croft and the Guardian of Light (2010) - Seria Legacy of Kain | - Legaia 2: Duel Saga (2001) - Lego Star Wars: The Video Game (2005) - Mad Dash Racing (2001) - Mad Maestro (2001) - Mini Ninjas Site oficial (2009) - Mister Mosquito (2001) - Monster Lab (2008) - Ninja: Shadow of Darkness (1998) - Official Formula One Racing (1999) - Omikron: The Nomad Soul (1999) - Orion Burger (1996) - Pocket Pool (2007) - Power F1 (1997) - Praetorians (2003) - Project Eden (2001) - Project IGI: I'm Going In (2000) - Project Snowblind (2005) - Revenant (1999) - Reservoir Dogs (2006) - Rogue Trooper (2006) - Shellshock: Nam '67 (2004) - Shellshock 2: Blood Trails (2009) - Soul Bubbles (2008) - Spider: The Video Game (1996) - Startopia (2001) - Terracide (1997) - SeriaThief - Timesplitters (2000) - Timesplitters 2 (2002) - Seria Tomb Raider - Total Overdose (2005) - Top Trumps Adventures (2007) - Top Trumps Adventures: Dogs and Dinosaurs (2007) - Top Trumps Adventures: Horror and Predators (2007) - Touch the Dead (2007) - Trade Empires (2001) - The Unholy War (1998) - Urban Chaos (1999) - Urban Chaos: Riot Response (2006) - Virtual Resort: Spring Break (2002) - Warzone 2100 (1999) - Way of the Samurai (2002) |